# Осек (Косцянський повіт)
Осек (пол. Osiek, нім. Osiek, 1939-45: Axen) — село в Польщі, у гміні Косцян Косцянського повіту Великопольського воєводства.
Населення — 157 осіб (2011).
У 1975-1998 роках село належало до Лешненського воєводства.

## Демографія
Демографічна структура станом на 31 березня 2011 року:
|          | Загалом | Допрацездатний вік | Працездатний вік | Постпрацездатний вік |
| -------- | ------- | ------------------ | ---------------- | -------------------- |
| Чоловіки | 75      | 19                 | 53               | 3                    |
| Жінки    | 82      | 11                 | 55               | 16                   |
| Разом    | 157     | 30                 | 108              | 19                   |